# Lyon Hockey Club
Der Lyon Hockey Club ist ein französischer Eishockeyclub aus Lyon, der 1997 gegründet wurde und seit 2023 in der Division 2, der dritten französischen Liga, spielt. Die Heimspiele werden in der 3300 Plätze fassenden Patinoire Charlemagne ausgetragen.

## Geschichte
Der Lyon Hockey Club wurde 1997 als Nachfolgeverein des Club des patineurs lyonnais gegründet und zur Saison 1997/98 in die höchste Spielklasse, die heutige Ligue Magnus, aufgenommen. Nach drei Spielzeiten, in denen der Ligaerhalt in der höchsten Liga auf sportlichen Weg errungen wurde, folgte im September 2000 aufgrund finanzieller Schwierigkeiten der Abstieg in die vierte Spielklasse, die Division 3. Nach einer Saison gelang dem Team der Aufstieg in die Division 2. Nach zwei weiteren Jahren folgte der Einstieg in die Division 1. Nach den verlorenen Barrage-Spielen in der Saison 2005/06 gegen Bordeaux Gironde Hockey 2000 stieg die Mannschaft wieder in die dritthöchste Liga ab. In den folgenden Jahren belegte das Team regelmäßig vordere Plätze in der Division 2. Nachdem 2011 der Aufstieg in die Division 1 erreicht wurde, gelang 2014 der Aufstieg in die Ligue Magnus, wo das Team bis 2019 spielte.
Weiters nahm der Club 1998 und 1999 an den Austragungen des IIHF Continental Cup teil. Das Team wies bei der ersten Teilnahme eine Bilanz von zwei Siegen und einem Unentschieden auf, verfehlte jedoch aufgrund der schlechteren Tordifferenz gegenüber dem norwegischen Vertreter Frisk Tigers den Einzug in die zweite Runde.
Im Folgejahr setzte sich die Mannschaft in einer Gruppe mit drei Siegen gegen HK Keramin Minsk, CG Puigcerdà und Boretti Tigers Amsterdam durch. In der zweiten Runde schied das Team nach drei Niederlagen aus dem Wettbewerb aus.

## Erfolge
- Aufstieg in die Division 2: 2001
- Aufstieg in die Division 1: 2003, 2011
- Aufstieg in die Ligue Magnus: 2014

## Ehemalige Spieler
- Richard Aimonetto
- Baptiste Amar
- Laurent Meunier